# Гау (Індіана)
Гау (англ. Howe) — переписна місцевість (CDP) в США, в окрузі Лаграндж штату Індіана. Населення — 610 осіб (2020).

## Географія
Гау розташований за координатами 41°43′22″ пн. ш. 85°25′32″ зх. д. / 41.72278° пн. ш. 85.42556° зх. д. (41.722822, -85.425486).  За даними Бюро перепису населення США в 2010 році переписна місцевість мала площу 4,63 км², уся площа — суходіл.

## Демографія
Згідно з переписом 2010 року, у переписній місцевості мешкало 807 осіб у 247 домогосподарствах у складі 187 родин. Густота населення становила 174 особи/км².  Було 260 помешкань (56/км²).
Расовий склад населення:
| - 82,9 % — білих - 3,0 % — азіатів - 2,7 % — чорних або афроамериканців - 0,6 % — корінних американців - 8,6 % — осіб інших рас |

До двох чи більше рас належало 2,2 %. Частка іспаномовних становила 14,6 % від усіх жителів.
За віковим діапазоном населення розподілялося таким чином: 34,9 % — особи молодші 18 років, 55,6 % — особи у віці 18—64 років, 9,5 % — особи у віці 65 років та старші. Медіана віку мешканця становила 28,3 року. На 100 осіб жіночої статі у переписній місцевості припадало 131,9 чоловіків;  на 100 жінок у віці від 18 років та старших — 115,2 чоловіків також старших 18 років.
Середній дохід на одне домашнє господарство  становив 35 512 долари США (медіана — 33 378), а середній дохід на одну сім'ю — 39 998 доларів (медіана — 33 750). За межею бідності перебувало 59,1 % осіб, у тому числі 100,0 % дітей у віці до 18 років та 19,2 % осіб у віці 65 років та старших.
Цивільне працевлаштоване населення становило 217 осіб. Основні галузі зайнятості: освіта, охорона здоров'я та соціальна допомога — 32,7 %, виробництво — 29,5 %, роздрібна торгівля — 20,3 %, фінанси, страхування та нерухомість — 17,5 %.